# ミドリムシの姫
『ミドリムシの姫』（ミドリムシのひめ）は、2021年製作・2022年公開の日本映画。2022年10月15日より全国で順次公開。
「ミドリムシ」とも呼ばれる緑色の服を着た駐車監視員を主人公にした青春映画。
SKIPシティ国際Dシネマ映画祭2022にて招待上映。2019年に公開された「ミドリムシの夢」の続編にあたる作品。

## 概要
2018年の前作『ミドリムシの夢』撮影終了時に関係者からの「続編を」という声に監督が応えた形で2022年に制作が開始。製作費の一部はクラウドファンディング「Motion Gallery」での公募により補われた。
2021年11月2日にクランクインし、10日間をかけて撮影された。
2022年10月15日から28日まで、池袋シネマロサにて劇場公開。
その後名古屋シネマスコーレ、大阪シアターセブンなどで劇場公開。
2023年9月1日、福岡インディペンデント映画祭にてオープニング作品として上映。
2023年10月4日よりセルレンタルDVD、デジタル配信が開始。

## 登場人物

### 駐車監視員
- 野上幸子：河井青葉
- 知念道夫：大高洋夫
- 富沢悠：青野竜平
- 仙さん：三田村賢二
- シゲ：ほりかわひろき

### その他
- みう：今村美乃
- その他キャスト：仁科貴、金田賢一、樋渡真司、鈴木歩己、大草理乙子、岡田正、杉本等、喜多貴幸、菅沼岳、小出薫、三坂知絵子、向井康起、森累珠、野村たかし、真田幹也

## スタッフ
- 監督：真田幹也
- 脚本：太田善也
- 撮影・照明：嶋根義明
- 録音：古茂田耕吉、菅沼緯馳郎
- 編集：真田幹也
- 助監督：佐藤光、阪根克哉、紫藤洸平
- 制作：最上勝司
- スタイリスト：立山功
- ヘアメイク：池尾直子
- 音楽：タカタタイスケ（PLECTRUM）
- 車両：林田慶人
- チラシデザイン：平松真智子
- 製作：ミドリムシフィルム